# آیتنسهایم
آیتنسهایم (به آلمانی: Eitensheim) یک شهر در آلمان است که در آیشتت واقع شده‌است.

## خصوصیات
آیتنسهایم ۱۵٫۷۲ کیلومترمربع مساحت دارد ۴۰۳ متر بالاتر از سطح دریا واقع شده‌است.